# Asplenium tadei
Asplenium tadei är en svartbräkenväxtart som beskrevs av Fraser-jenk. och Schneller. Asplenium tadei ingår i släktet Asplenium och familjen Aspleniaceae. Inga underarter finns listade.